# 東京大学大学院人文社会系研究科・文学部

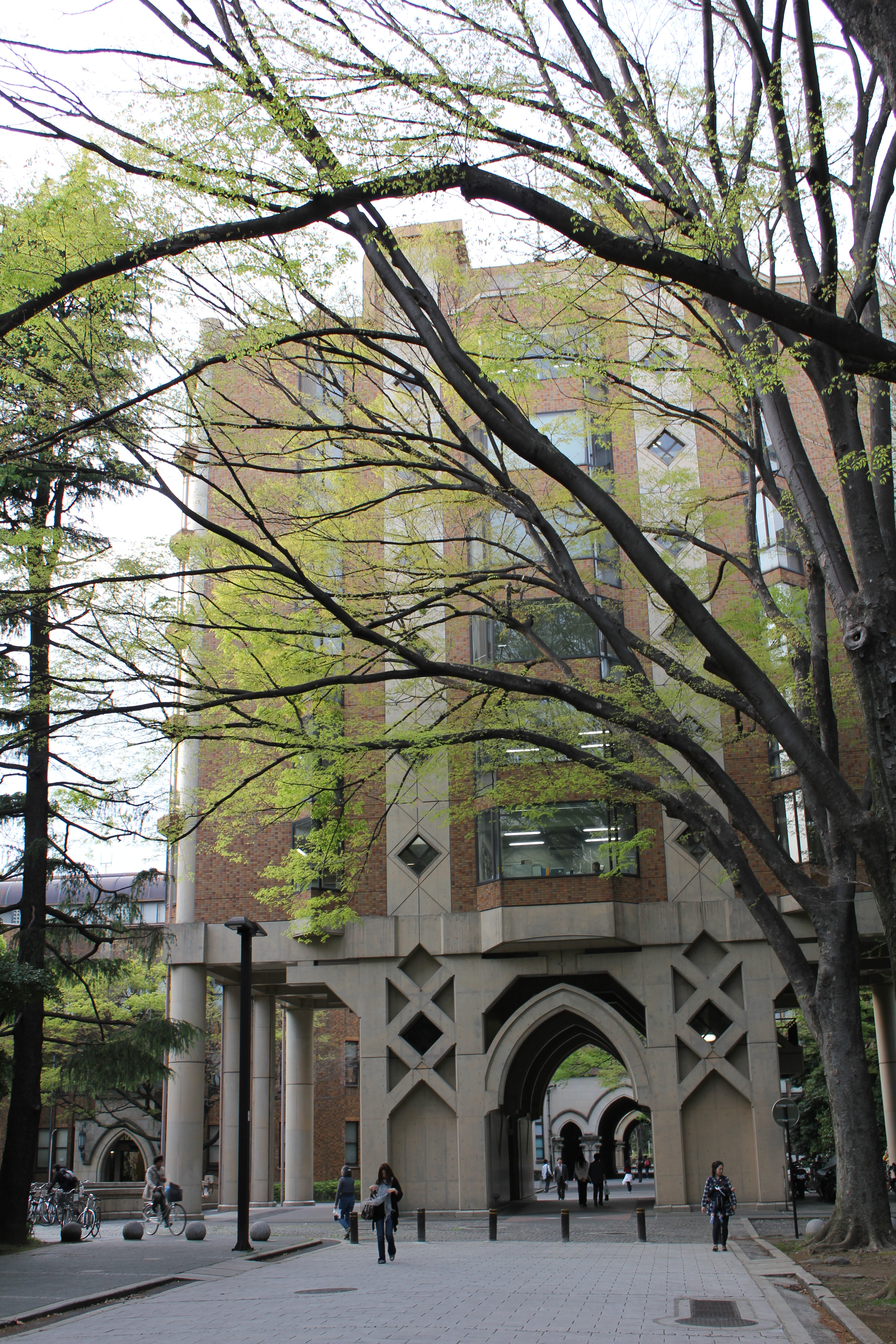
文学部3号館（本郷キャンパス）

東京大学文学部（とうきょうだいがく ぶんがくぶ、英称：Faculty of Letters）は、東京大学の後期課程に設置される学部の一つである。また、東京大学大学院人文社会系研究科（とうきょうだいがくだいがく いんじんぶんしゃかいけいけんきゅうか、英称：Graduate School of Humanities and Sociology, The University of Tokyo）は、東京大学大学院に設置される研究科の一つである。

## 文学部
文学部は、1877年（明治10年）の東京大学（旧東京大学）設立時に、開成学校からの改組により設置された学部の一つであり、当初は史学哲学及政治学科と和漢文学科の2学科で構成されていた。1881年に第一 哲学科、第二 政治学及理財学科、第三 和漢文学科の3学科となり、1886年には政治学及理財学科が法政学部へ移動して、第一 哲学科、第二 和文学科、第三 漢文学科の3学科となった。その後、学科の増設が行われていったが、1963年に第一類（文化学）、第二類（史学）、第三類（語学文学）、第四類（行動学）の4類にまとめられた（それまでの学科は専修課程となり各類に属する形になった）。この後も専修課程の増設は行われ、1995年に4類がそれぞれ、思想文化学科、歴史文化学科、言語文化学科、行動文化学科の4学科へ改称された。2016年には学科が改組され、すべての専修課程が「人文学科」に統合された（2018年4月進学者から適用）。
各専修課程は「○○研究室」と呼ばれることが多い。なお、現代文芸論専修課程は、2007年4月に西洋近代語近代文学専修課程を改組して設置された専修課程であり、一国一言語の枠を超えて近現代文学全般を研究対象とする点が特徴である。
- 人文学科
  - 哲学専修課程
  - 中国思想文化学専修課程
  - インド哲学仏教学専修課程
  - 倫理学専修課程
  - 宗教学宗教史学専修課程
  - 美学芸術学専修課程
  - イスラム学専修課程
  - 日本史学専修課程
  - 東洋史学専修課程
  - 西洋史学専修課程
  - 考古学専修課程
  - 美術史学専修課程
  - 言語学専修課程
  - 日本語日本文学（国語学）専修課程
  - 中国語中国文学専修課程
  - インド語インド文学専修課程
  - 英語英米文学専修課程
  - ドイツ語ドイツ文学専修課程
  - フランス語フランス文学専修課程
  - スラヴ語スラヴ文学専修課程
  - 南欧語南欧文学専修課程
  - 現代文芸論専修課程
  - 西洋古典学専修課程
  - 心理学専修課程
  - 社会心理学専修課程
  - 社会学専修課程

### 学科沿革
出典は、東京大学文学部便覧 2023年度（令和５年度）
- 1877年04月：（２学科）第一 史学，哲学及政治学科、第二 和漢文学科
- 1879年09月：第一 史学，哲学及政治学科を第一 哲学政治学及理財学科に改称
- 1881年09月：（３学科）第一 哲学科、第二 政治学及理財学科、第三 和漢文学科
- 1885年12月：（３学科）第一 哲学科、第二 和文学科、第三 漢文学科。政治学・理財学は法政学部へ移管された。
- 1886年03月：（４学科）第四 博言学科を増設

1887年09月：（７学科）第一 哲学科、第二 和文学科、第三 漢文学科、第四 史学科、第五 博言学科、第六 英文学科、第七 独逸文学科
- 1889年06月：（８学科）国史科を増設。和文学科、漢文学科をそれぞれ国文学科、漢学科に改称
- 1889年12月；（９学科）仏蘭西文学科を増設
- 1900年06月：博言学科を言語学科に改称
- 1904年09月：（３学科）哲学科、史学科、文学科
- 1910年09月：（３学科、19専修学科）
  - 第一 哲学科…哲学、支那哲学、印度哲学、心理学、倫理学、宗教学、美学、教育学、社会学
  - 第二 史学科…国史学、東洋史学、西洋史学
  - 第三 文学科…国文学、支那文学、梵文学、英吉利文学、独逸文学、仏蘭西文学、言語学
- 1917年09月：宗教学を宗教学宗教史に、美学を美学美術史に改称
- 1919年09月：（19学科）国文学、国史学、支那哲学、支那文学、東洋史学、西洋史学、哲学、印度哲学、心理学、倫理学、宗教学宗教史、社会学、教育学、美学美術史、言語学、梵文学、英吉利文学、独逸文学、仏蘭西文学
- 1932年04月：（17学科）支那哲学と支那文学を支那哲学支那文学に、印度哲学と梵文学を印度哲学梵文学に統合
- 1946年03月：（３学科 21専修科）
  - 哲学科…哲学、支那哲学、印度哲学、心理学、倫理学、宗教学、社会学、教育学、美学、美術史学
  - 史学科…国史学、東洋史学、西洋史学、考古学
  - 文学科…言語学、国文学、支那文学、梵文学、英吉利文学、独逸文学、仏蘭西文学
- 1948年04月：支那哲学を中国哲学、支那文学を中国文学に改称
- 1949年04月：（19学科）国文学、国史学、中国哲学、中国文学、東洋史学、西洋史学、哲学、印度哲学梵文学、心理学、倫理学、宗教学、社会学、教育学、美学美術史、言語学、英吉利文学、独逸文学、仏蘭西文学、考古学
- 1950年04月：宗教学を宗教学宗教史学に、美学美術史を美学美術史学に改称
- 1951年04月：（18学科）教育学部設立に伴う措置として、教育学科を廃止。
- 1963年04月：（４類 21専修課程）
  - 第一類（文化学）…哲学、中国哲学、印度哲学・印度文学、倫理学、宗教学・宗教史学、美学、美術史学
  - 第二類（史学）…国史学、東洋史学、西洋史学、考古学
  - 第三類（語学文学）…言語学、国語国文学、中国語中国文学、英語英米文学、ドイツ語ドイツ文学、フランス語フランス文学、西洋近代語近代文学、西洋古典学
  - 第四類（心理学、社会学）…心理学、社会学
- 1967年04月：第一類 美学を美学芸術学に改称
- 1968年04月：美術史学を第一類から第二類に所属変更
- 1972年04月：（４類 22専修課程）第三類 ロシア語ロシア文学を増設
- 1974年04月：（４類 23専修課程）第四類 社会心理学を増設
- 1975年04月：（４類 24専修課程）第三類 国語国文学を国語学、国文学に分割
- 1979年04月：（４類 25専修課程）第三類 イタリア語イタリア文学を増設。第四類（心理学、社会学）を第四類（行動学）に改称
- 1982年04月：（４類 26専修課程）第一類 イスラム学を増設
- 1988年04月：（４類 27専修課程）第一類 印度哲学・印度文学を第一類 印度哲学と第三類 印度語印度文学に分割
  - 第一類（文化学）…哲学、中国哲学、印度哲学、倫理学、宗教学・宗教史学、美学芸術学、イスラム学
  - 第二類（史学）…国史学、東洋史学、西洋史学、考古学、美術史学
  - 第三類（語学文学）…言語学、国語学、国文学、中国語中国文学、印度語印度文学、英語英米文学、ドイツ語ドイツ文学、フランス語フランス文学、ロシア語ロシア文学、イタリア語イタリア文学、西洋近代語近代文学、西洋古典学
  - 第四類‥心理学、社会心理学、社会学
- 1994年04月：（４類 26専修課程）第一類 中国哲学を中国思想文化学に、印度哲学をインド哲学仏教学に改称。第二類 国史学を日本史学に改称。第三類 国語学、国文学を日本語日本文学に統合、印度語印度文学をインド語インド文学に、ロシア語ロシア文学をスラヴ語スラヴ文学、イタリア語イタリア文学を南欧語南欧文学に改称
- 1995年04月：（４学科 26専修課程）第一類を思想文化学科に、第二類を歴史文化学科に、第三類を言語文化学科に、第四類を行動文化学科に移行
- 2007年04月：思想文化学科 宗教学・宗教史学を宗教学宗教史学に改称。言語文化学科 西洋近代語近代文学を現代文芸論に改組改称
- 2016年04月：（１学科 26専修課程）
  - 人文学科…哲学、中国思想文化学、インド哲学仏教学、倫理学、宗教学宗教史学、美学芸術学、イスラム学、日本史学、東洋史学、西洋史学、考古学、美術史学、言語学、日本語日本文学、中国語中国文学、インド語インド文学、英語英米文学、ドイツ語ドイツ文学、フランス語フランス文学、スラヴ語スラヴ文学、南欧語南欧文学、現代文芸論、西洋古典学、心理学、社会心理学、社会学

## 人文社会系研究科
1953年、大学院人文科学研究科が設置される。1963年、大学院社会学研究科が設置される。1995年、両研究科が統合・再編され、基礎文化研究専攻、日本文化研究専攻、アジア文化研究専攻、欧米系文化研究専攻、社会文化研究専攻の5専攻からなる人文社会系研究科が設置される（人文科学研究科を人文社会系研究科に改称、社会学研究科は廃止）。2000年に文化資源学専攻が、2002年に韓国朝鮮文化研究専攻が設置される。
- 基礎文化研究専攻
  - 言語基礎応用コース
  - 形象文化コース
  - 思想文化コース
  - 心理学コース
- 日本文化研究専攻
  - 日本語日本文学コース
  - 日本史学コース
- アジア文化研究専攻
  - 東アジアコース
  - 南アジア・東南アジア・仏教コース
  - 西アジア・イスラム学コース
- 欧米系文化研究専攻
  - 古典古代言語文化コース
  - ロマンス語圏言語文化コース
  - 広域英語圏言語文化コース
  - ゲルマン語圏言語文化コース
  - スラヴ語圏言語文化コース
  - 現代文芸論コース
  - 欧米歴史地理文化コース
- 社会文化研究専攻
  - 社会学コース
  - 社会心理学コース
- 文化資源学専攻
  - 文化経営学コース
  - 形態資料学コース
  - 文字資料学コース
- 韓国朝鮮文化研究専攻
  - 韓国朝鮮歴史社会コース
  - 韓国朝鮮言語思想コース
  - 北東アジア文化交流コース

## 講義・演習に関するシラバス
- 本学部、研究科で提供される講義・演習について、講義等の目的や方向づけ、また、時系列的に講義が展開されていく項目立てや範囲、その他講師が学問的関心を置いている講義上の研究力点、学生に薦める読解書などを明らかにしたシラバス、講義便覧を知るには、それらは 「UTAS（UTokyo Academic affairs System = 東京大学・学務システム）」に掲載されていて[1]、アクセスアカウントが付与される東京大学構成員（学生および教職員）でなければ閲覧できない仕組みとなっている（第1次的には、受講する学生に向けて書かれたものなので、部外者に公開されていなくとも当然であり、閲覧できないのは仕方のないことである）。
- 東京大学文学部の人材豊かな教授陣によるシラバスは、それぞれの研究の問題関心とも相俟って、読者を“知”の世界へいざなうガイドブックと言ってもよく、（以前のバックナンバーを含めると豊富な量の中から）読者の興味関心とマッチする講義・演習の箇所が見受けられれば、特に知的好奇心が刺激されて生涯学習意欲を高めるのに資することが期待される。
- なお『文学部便覧（抜粋版）』[2]および『大学院便覧（その中で研究科別の章立てに分れる。）』[3]は、Web上で公開されており、講義科目、講師氏名等一部については補完することができる。

## 歴代文学部長
| 代                     | 期間                                    | 人物             | 備考             |
| 旧東京大学文学部       | 旧東京大学文学部                        | 旧東京大学文学部 | 旧東京大学文学部 |
| ---------------------- | --------------------------------------- | ---------------- | ---------------- |
| 1                      | 明治14(1881年) - 明治19年（1886年）     | 外山正一         |                  |
| 帝国大学文科大学       |                                         |                  |                  |
| 1                      | 明治19年（1886年） - 明治30年（1897年） | 外山正一         |                  |
| 東京帝国大学文科大学   |                                         |                  |                  |
| 2                      | 明治30年（1897年） - 明治37年（1904年） | 井上哲次郎       |                  |
| 3                      | 明治37年（1904年） - 明治45年（1912年） | 坪井九馬三       |                  |
| 4                      | 明治45年（1912年） - 大正08年（1919年） | 上田萬年         |                  |
| 東京（帝国）大学文学部 |                                         |                  |                  |
| 4                      | 大正08年（1919年） - 大正10年（1921年） | 上田萬年         |                  |
| 5                      | 大正10年（1921年）                      | 服部宇之吉       |                  |
| 6                      | 大正10年（1921年） - 大正13年（1924年） | 三上参次         |                  |
| 7                      | 大正13年（1924年） - 昭和02年（1927年） | 服部宇之吉       | 還任             |
| 8                      | 昭和02年（1927年） - 昭和06年（1931年） | 瀧精一           |                  |
| 9                      | 昭和06年（1931年） - 昭和10年（1935年） | 宇野哲人         |                  |
| 10                     | 昭和10年（1935年） - 昭和14年（1939年） | 桑田芳蔵         |                  |
| 11                     | 昭和14年（1939年） - 昭和19年（1944年） | 今井登志喜       |                  |
| 12                     | 昭和19年（1944年） - 昭和22年（1947年） | 戸田貞三         |                  |
| 13                     | 昭和22年（1947年） - 昭和25年（1950年） | 高木貞二         |                  |
| 14                     | 昭和25年（1950年） - 昭和28年（1953年） | 辻直四郎         |                  |
| 15                     | 昭和28年（1953年） - 昭和30年（1955年） | 鈴木信太郎       |                  |
| 16                     | 昭和30年（1955年） - 昭和32年（1957年） | 麻生磯次         |                  |
| 17                     | 昭和32年（1957年） - 昭和34年（1959年） | 金子武蔵         |                  |
| 18                     | 昭和34年（1959年） - 昭和36年（1961年） | 桂寿一           |                  |
| 19                     | 昭和36年（1961年） - 昭和38年（1963年） | 中島文雄         |                  |
| 20                     | 昭和38年（1963年） - 昭和39年（1964年） | 手塚富雄         |                  |
| 21                     | 昭和39年（1964年） - 昭和41年（1966年） | 中村元           |                  |
| 22                     | 昭和41年（1966年） - 昭和43年（1968年） | 山本達郎         |                  |
| 23                     | 昭和43年（1968年）                      | 五味智英         |                  |
| 24                     | 昭和43年（1968年） - 昭和44年（1969年） | 林健太郎         |                  |
| 25                     | 昭和44年（1969年）                      | 岩崎武雄         |                  |
| 26                     | 昭和44年（1969年）                      | 堀米庸三         |                  |
| 27                     | 昭和44年（1969年） - 昭和46年（1971年） | 平井正穂         |                  |
| 28                     | 昭和46年（1971年） - 昭和47年（1972年） | 林健太郎         | 還任             |
| 29                     | 昭和47年（1972年） - 昭和49年（1974年） | 斎藤忍随         |                  |
| 30                     | 昭和49年（1974年） - 昭和51年（1976年） | 井上光貞         |                  |
| 31                     | 昭和51年（1976年） - 昭和53年（1978年） | 山本信           |                  |
| 32                     | 昭和53年（1978年） - 昭和54年（1979年） | 今道友信         |                  |
| 33                     | 昭和54年（1979年） - 昭和56年（1981年） | 柴田三千雄       |                  |
| 34                     | 昭和56年（1981年） - 昭和58年（1983年） | 三好行雄         |                  |
| 35                     | 昭和58年（1983年） - 昭和60年（1985年） | 二宮敬           |                  |
| 36                     | 昭和60年（1985年） - 昭和62年（1987年） | 久保正彰         |                  |
| 37                     | 昭和62年（1987年） - 平成元年（1989年） | 戸川芳郎         |                  |
| 38                     | 平成元年（1989年） - 平成03年（1991年） | 吉田民人         |                  |
| 39                     | 平成03年（1991年） - 平成05年（1993年） | 柴田翔           |                  |
| 40                     | 平成05年（1993年） - 平成06年（1994年） | 西本晃二         |                  |
| 41                     | 平成06年（1994年） - 平成08年（1996年） | 藤本強           |                  |
| 42                     | 平成08年（1996年） - 平成09年（1997年） | 青柳正規         |                  |
| 43                     | 平成09年（1997年） - 平成11年（1999年） | 樺山紘一         |                  |
| 44                     | 平成11年（1999年） - 平成13年（2001年） | 田村毅           |                  |
| 45                     | 平成13年（2001年） - 平成15年（2003年） | 佐藤慎一         |                  |
| 46                     | 平成15年（2003年） - 平成17年（2005年） | 稲上毅           |                  |
| 47                     | 平成17年（2005年） - 平成19年（2007年） | 高橋和久         |                  |
| 48                     | 平成19年（2007年） - 平成21年（2009年） | 立花政夫         |                  |
| 49                     | 平成21年（2009年） - 平成23年（2011年） | 小松久男         |                  |
| 50                     | 平成23年（2011年） - 平成25年（2013年） | 中地義和         |                  |
| 51                     | 平成25年（2013年） - 平成27年（2015年） | 小佐野重利       |                  |
| 52                     | 平成27年（2015年） - 平成29年（2017年） | 熊野純彦         |                  |
| 53                     | 平成29年（2017年） - 平成31年（2019年） | 佐藤健二         |                  |
| 54                     | 平成31年（2019年） - 令和03年（2021年） | 大西克也         |                  |
| 55                     | 令和03年（2021年） - 令和05年（2023年） | 秋山聰           |                  |
| 55                     | 令和05年（2023年） - 現職               | 納富信留         |                  |

## 附属施設
人文社会系研究科附属
- 次世代人文学開発センター
- 北海文化研究常呂実習施設
- 死生学・応用倫理センター
- 文学部図書室

## 参考
- 東京大学文学部・大学院人文社会系研究科 - 歴代文学部長一覧
- 東京大学文学部・大学院人文社会系研究科 概要パンフレット（2021年度版） (PDF)